# Guêpier à gorge blanche
Merops albicollis
Espèce
Statut de conservation UICN

 LC  : Préoccupation mineure
Le Guêpier à gorge blanche (Merops albicollis) est une espèce d'oiseaux de la famille des Meropidae.
Cet oiseau vit au Sahel et le sud-ouest de la péninsule Arabique ; il hiverne en Afrique équatoriale.